# Macarthuria
Macarthuria Hügel ex Endl., 1837 è un genere di piante angiosperme dell'ordine Caryophyllales, unico genere della famiglia Macarthuriaceae Christenh., 2014.

## Tassonomia
Il genere comprende le seguenti specie:
- Macarthuria apetala Harv.
- Macarthuria australis Hügel ex Endl.
- Macarthuria complanata E.M.Ross
- Macarthuria ephedroides C.T.White
- Macarthuria georgeana Keighery
- Macarthuria intricata Keighery
- Macarthuria keigheryi Lepschi
- Macarthuria neocambrica F.Muell.
- Macarthuria vertex Lepschi